# ウィルデル・カルタヘナ
ウィルデル・ホセ・カルタヘナ・メンドーサ（Wilder José Cartagena Mendoza、1994年9月23日 - ）は、ペルー・リマ出身のサッカー選手。メジャーリーグサッカー・オーランド・シティSC所属。ポジションはMF。ペルー代表。

## 経歴

### クラブ
2012年1月、アリアンサ・リマのトップチームに昇格した。その後すぐに、レオン・デ・ワヌコ戦でデビューした。その後、2013年5月1日、フアン・アウリチ戦で再び出場した。
2021年7月23日、アジュマーンCSCへの移籍が発表された。
2022年8月6日、オーランド・シティSCに2023年シーズン終了までの買取オプション付きのローン移籍で加入したことが発表された。

### 代表
2018 FIFAワールドカップを戦うペルー代表の本大会メンバーに選出された。

## 代表歴

### 出場大会
- ペルー代表
  - 2018 FIFAワールドカップ

### 試合数
- 国際Aマッチ 29試合 0得点（2017年-）[8]

| ペルー代表 | 国際Aマッチ | 国際Aマッチ |
| 年         | 出場        | 得点        |
| ---------- | ----------- | ----------- |
| 2017       | 2           | 0           |
| 2018       | 3           | 0           |
| 2019       | 0           | 0           |
| 2020       | 1           | 0           |
| 2021       | 10          | 0           |
| 2022       | 5           | 0           |
| 2023       | 8           | 0           |
| 2024       |             |             |
| 通算       | 29          | 0           |